# Zamarada polymnia
Zamarada polymnia är en fjärilsart som beskrevs av Charles Oberthür 1912. Zamarada polymnia ingår i släktet Zamarada och familjen mätare. Inga underarter finns listade i Catalogue of Life.